# Жилы (материал)

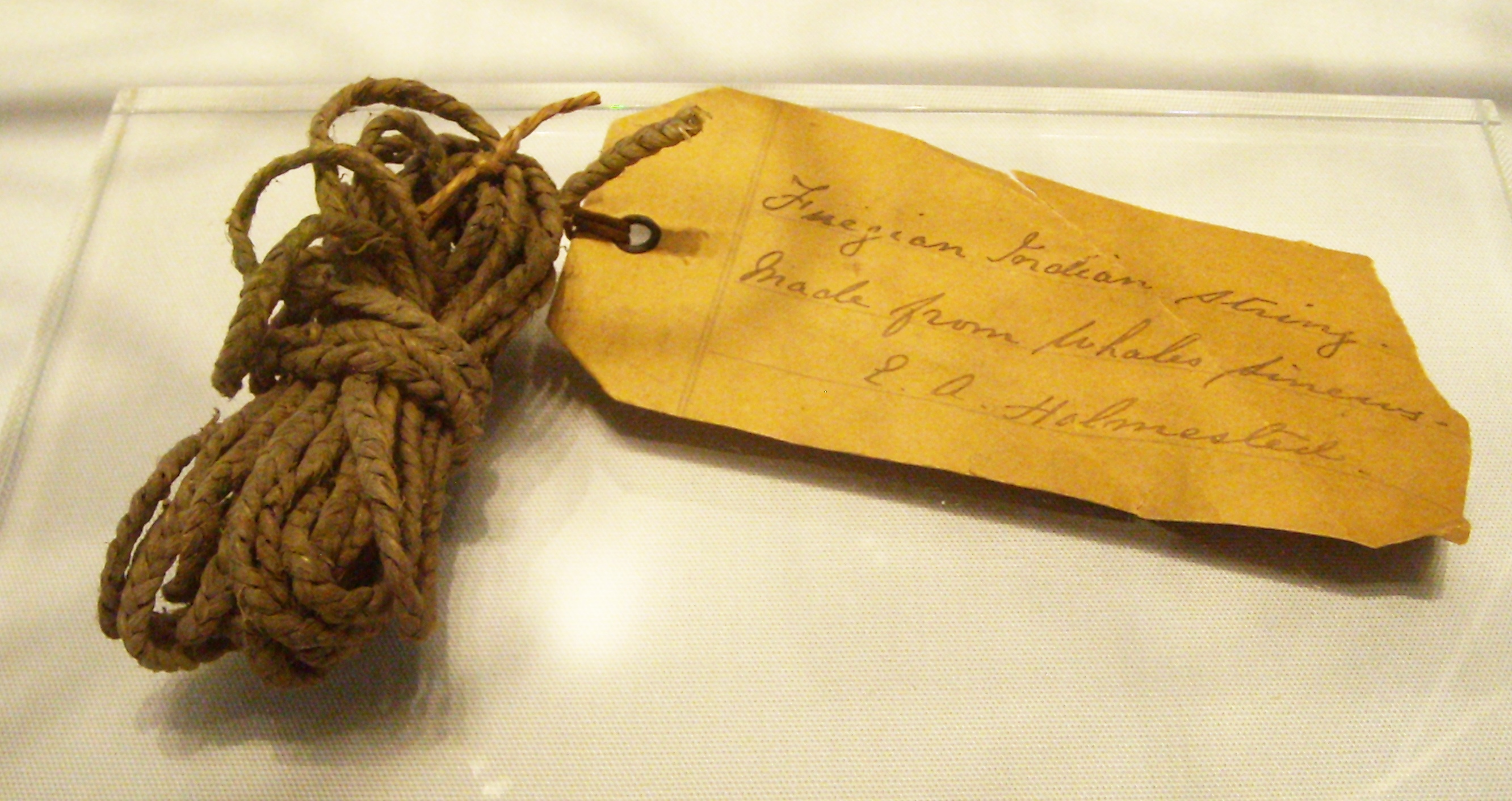
Верёвка из китовых сухожилий индейцев Огненной Земли

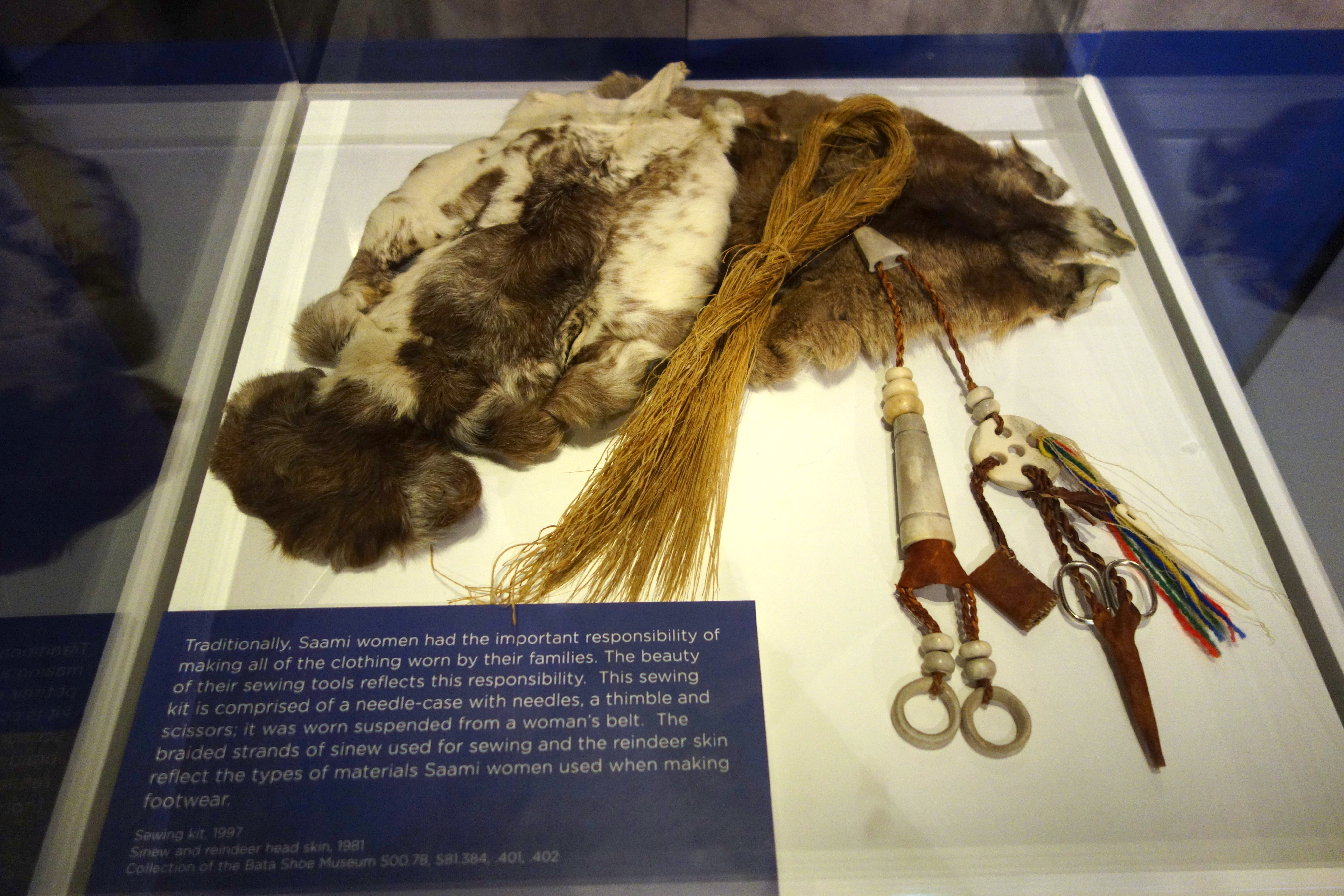
Саамский швейный набор

Жи́лы — сухожилия животных, применяемые как материал в различных ремёслах. Жильные пучки коллагеновых волокон в сыром виде мягкие, молочно-белого цвета. После высыхания становятся очень твёрдыми, полупрозрачными, светло-жёлтого цвета. Жилы используют в виде тонких волокон, или не разделяя на волокна оставляют цельным жгутом, или нарезают на пластины.
Жильные нитки имеют определённую прочность и сопротивление перетиранию и гниению, но всё же «боятся» влаги.

## Технология получения нитей
Для получения жильных нитей используют очищенные и высушенные (иногда и подкопчённые) пучки спинных или ножных сухожилий оленя или другого крупного животного, а также морских млекопитающих и сухожилия из ног птиц. Причём, например, олень давал более тонкие нити, чем лось, у которого они были более толстые и не такие гибкие. Кроме того, спинные сухожилия более эластичные, чем ножные.
Иногда эти пучки обрабатывают мозгом (эвенки). После сушки пучки разбивают и разрывают на отдельные волокна, которые используют в таком виде или скручивают для получения нужной толщины. Готовые отдельные жильные волокна — неравномерные по толщине и часто плоские. Последнее позволяет делить слишком толстые нити на более тонкие. Выравнивая, их часто пропускали через зубы, одновременно размягчая слюной. Иногда применяют и расчёсывание. Скручивание коротких жил в более длинную нить, возможно, производить на покрытой каким-либо материалом колене (бедре). Более толстые нити получают, скрутив волокна. Для этого разные народы применяли свои способы. Так это делали на голом бедре, придерживая другой рукой свободный конец нити. При этом происходит как скручивание каждой из двух жил, так и скручивание их между собой в нить. Скручивание нити производили и на щеке. Некоторые народы предпочитали скручивать нити только между большим и указательным пальцами. Другие — между ладонями. Применяя последний вариант коряки иногда окрашивали жилы толчёным углём, смешанным в жиром. Окрашенные в красноватый цвет жилы производили ханты.

## Использование

### Первый способ

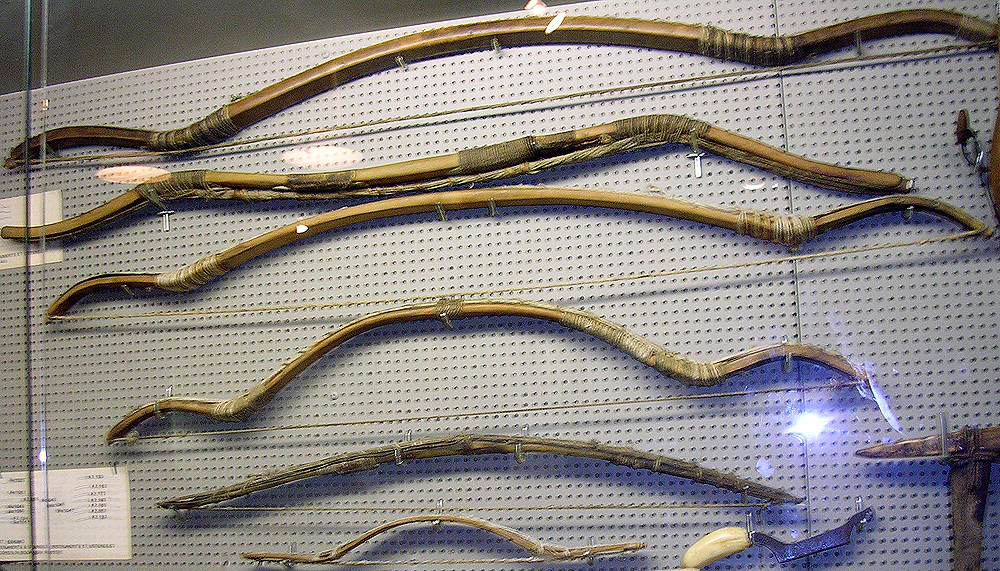
Луки эскимосов с жильным усилением

Шьют жилами чаще во влажном состоянии с помощью игл или используют высохший кончик, вставляя его в заранее проткнутое шилом отверстие. Эскимосы при этом иногда применяют воск или мыло. Быстро высыхая, нить сохраняет полученную форму, что препятствует распусканию шва при его повреждении. Используются жильные нити для шитья изделий из кожи и ткани, а также в различных вышивках.
До нашего времени дошло шитьё жильными нитями только со времени раннего бронзового века. Так был найден погребальный кожаный мешочек раннекарасукской культуры. Используемые жильные нити в нём были толщиной в 0,3 мм и менее. Детали сложного шва просматривались только в бинокулярную лупу. Он имел уплотнённые стежки, как у бархатного шва. Буряты для шитья обуви скручивали жильные нити с конским волосом, что усиливало сопротивляемость к гниению.
Жильные волокна используют не только для шитья, но и для получения шнуров и верёвок любой толщины. Важно было их применение в качестве тетив для луков, ловушек-самострелов и арбалетов. На северо-востоке Сибири, а также на Аляске южными эскимосами и прибрежным атабаским племенем танайна (кенайцы) применялись укреплённые (усиленные) луки (для охоты на морского зверя и не только), имеющие усиление из 1—2 связок жильных шнуров, примотанных к спинке лука, которое повышает силу натяжения. Сухожильные шнуры, обычно некручёные, применяли также для сшивания досок. При этом брали пучок жил, у которых оставляли один конец неразделённым на волокна, что помогало протаскивать шнур в отверстия. Народы Сибири применяли сухожильные верёвки для оленьих недоузков и поводков, а также для петель на рогах оленя-манщика.

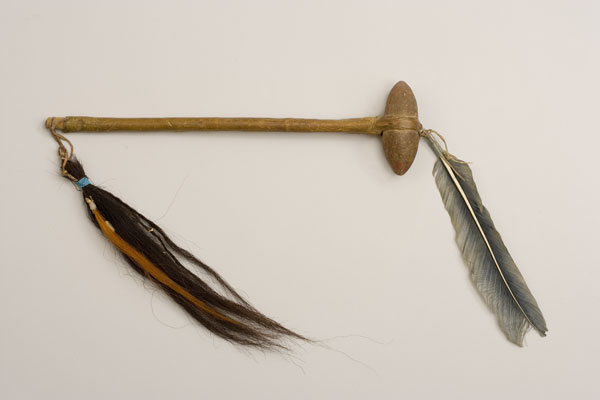
Булава не-персе с укреплённым жилой навершием

С древности повсеместно струны музыкальных инструментов чаще изготовляли из жил. Сейчас применение таких струн резко сократили, хотя ещё недавно их применяли очень широко, почти для всех струнных. Это же относится и к использованию их в сетках теннисных ракеток.

### Второй способ
При другом способе использования жил их оставляют сплошной массой, формируя нужные формы и высушивая. Таким способом, например, делали укрепляющее покрытие на некоторых луках. При этом жильные полосы или наклеивают на их внешнюю поверхность, как это делали индейцы юты, кроу, черноногие, сиу, кри, шайенны и хидатса, или вообще покрывают жильной оболочкой весь лук (в Калифорнии). На Великих равнинах из жилы бизона даже формировали наконечники стрел, которые не ломались при ударе о кости.

## Современное применение

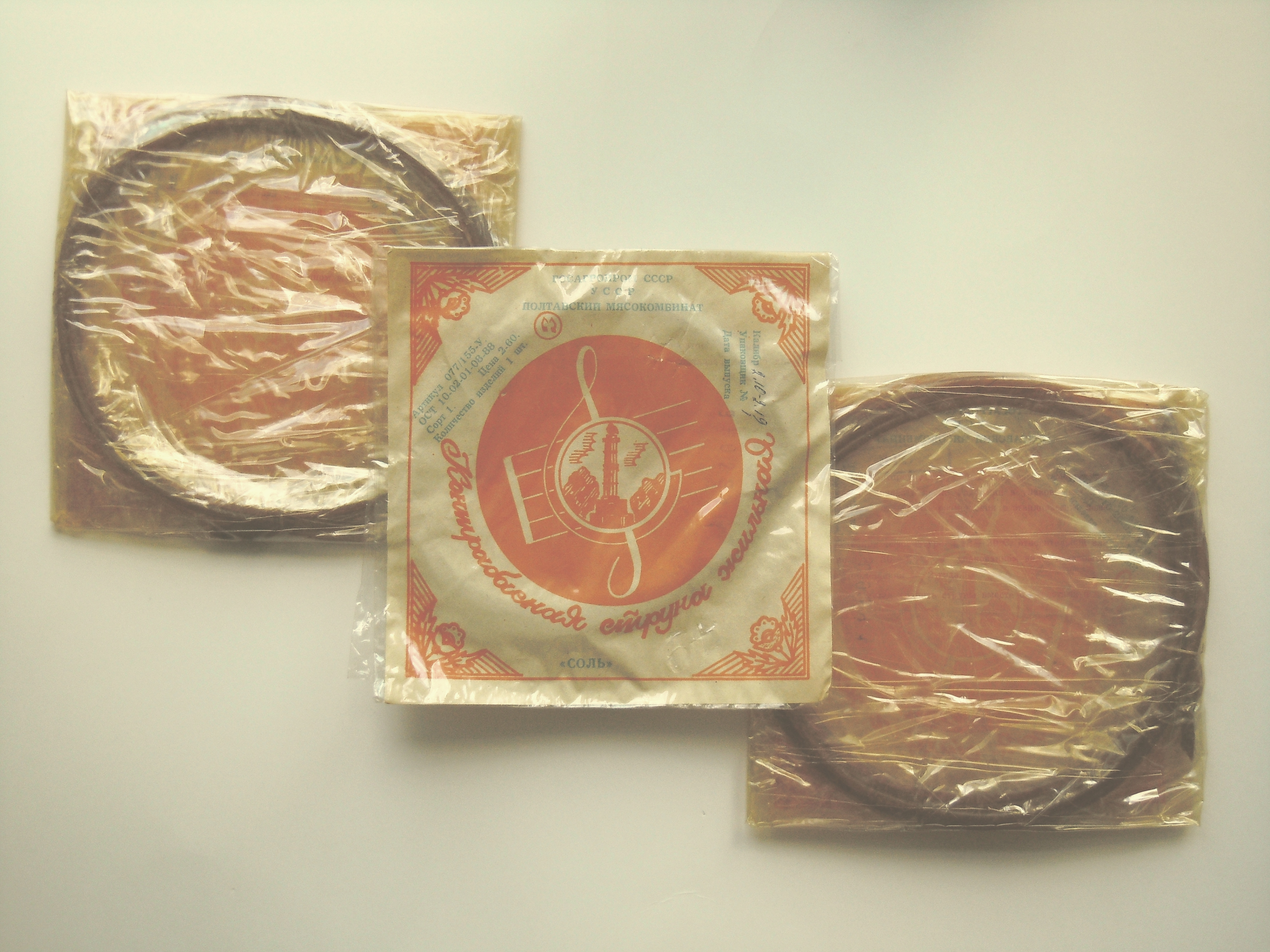
Жильные струны для контрабаса, 1991—1992 гг.

Сейчас только традиционные мастера народов Севера, Сибири используют для шитья жильные нити, наряду, например, с капроновыми. В современных музыкальных инструментах применение простых жильных струн резко сократили. Их используют на смычковых инструментах при исполнении аутентичной музыки. На скрипках, альтах, виолончелях и контрабасах для получения мягкого тембра сейчас, кроме простых жильных, применяют и очень дорогие жильные струны с дополнительной обмоткой из проволоки различных металлов. Иногда между ними имеется ещё и промежуточная шёлковая или синтетическая перекрёстная оплётка.
В настоящее время из толстой жилы методом прессования производят «кости» для собак.
Выпускают синтетические «жильные» нити, имитирующие настоящие. Они — тоже плоские и делят на более тонкие. Их используют, например, реконструкторы-индеанисты взамен настоящих, в том числе и для бисерного шитья.
Жилы (в частности, говядины) используют в пищу в некоторых азиатских кухнях. Одно китайское популярное блюдо — суан бао ню цзинь (Suan Bao Niu Jin) из жил с маринованным чесноком. Во Вьетнаме из жил готовят лапшу phở.
Жилы используют как сырьё при производстве клеящих веществ: пищевого желатина и столярного (костного) клея.